# Tomáš Kopecký (Eishockeyspieler)
Tomáš Kopecký (* 5. Februar 1982 in Ilava, Tschechoslowakei) ist ein ehemaliger slowakischer Eishockeyspieler, der im Verlauf seiner aktiven Karriere zwischen 1997 und 2016 unter anderem 615 Spiele für die Detroit Red Wings, Chicago Blackhawks und Florida Panthers in der National Hockey League (NHL) auf der Position des Centers bestritten hat. Kopecký gewann sowohl mit den Detroit Red Wings im Jahr 2008 als auch mit den Chicago Blackhawks im Jahr 2010 den Stanley Cup. Darüber hinaus errang er mit der slowakischen Nationalmannschaft die Silbermedaille bei der Weltmeisterschaft 2012.

## Karriere
Kopecký begann seine Karriere in der Saison 1995/96 bei den Junioren des HK Dukla Trenčín in seiner slowakischen Heimat. In der Spielzeit 1996/97 konnte er bereits mit 47 Punkten in 47 Spielen sowie einem Wert von +55 in der Plus/Minus-Wertung in der U18-Extraliga hervorstechen. Nach weiteren guten Leistungen in den folgenden Jahren durfte er in der Millenniumssaison 1999/2000 für die Profimannschaft von Trenčín in der slowakischen Extraliga auflaufen. Während des NHL Entry Draft 2000 wurde der Stürmer von den Detroit Red Wings aus der National Hockey League (NHL) in der zweiten Runde an der 38. Position ausgewählt und wechselte daraufhin nach Nordamerika in die kanadische Juniorenliga Western Hockey League (WHL). Dort lief er für die Lethbridge Hurricanes, die ihn beim CHL Import Draft 2000 als insgesamt zweiten Spieler gezogen hatten, auf. Neben seinen Spielen in der WHL kam er bis 2002 auch dreimal für die Cincinnati Mighty Ducks, dem damaligen Farmteam der Detroit Red Wings, in der American Hockey League (AHL) zum Einsatz und konnte dabei ein Tor und einen Assist erzielen. Seine Qualitäten als Scorer stellte er auch in den zwei Jahren in der WHL unter Beweis. In insgesamt 109 Spielen erzielte er 126 Punkte.

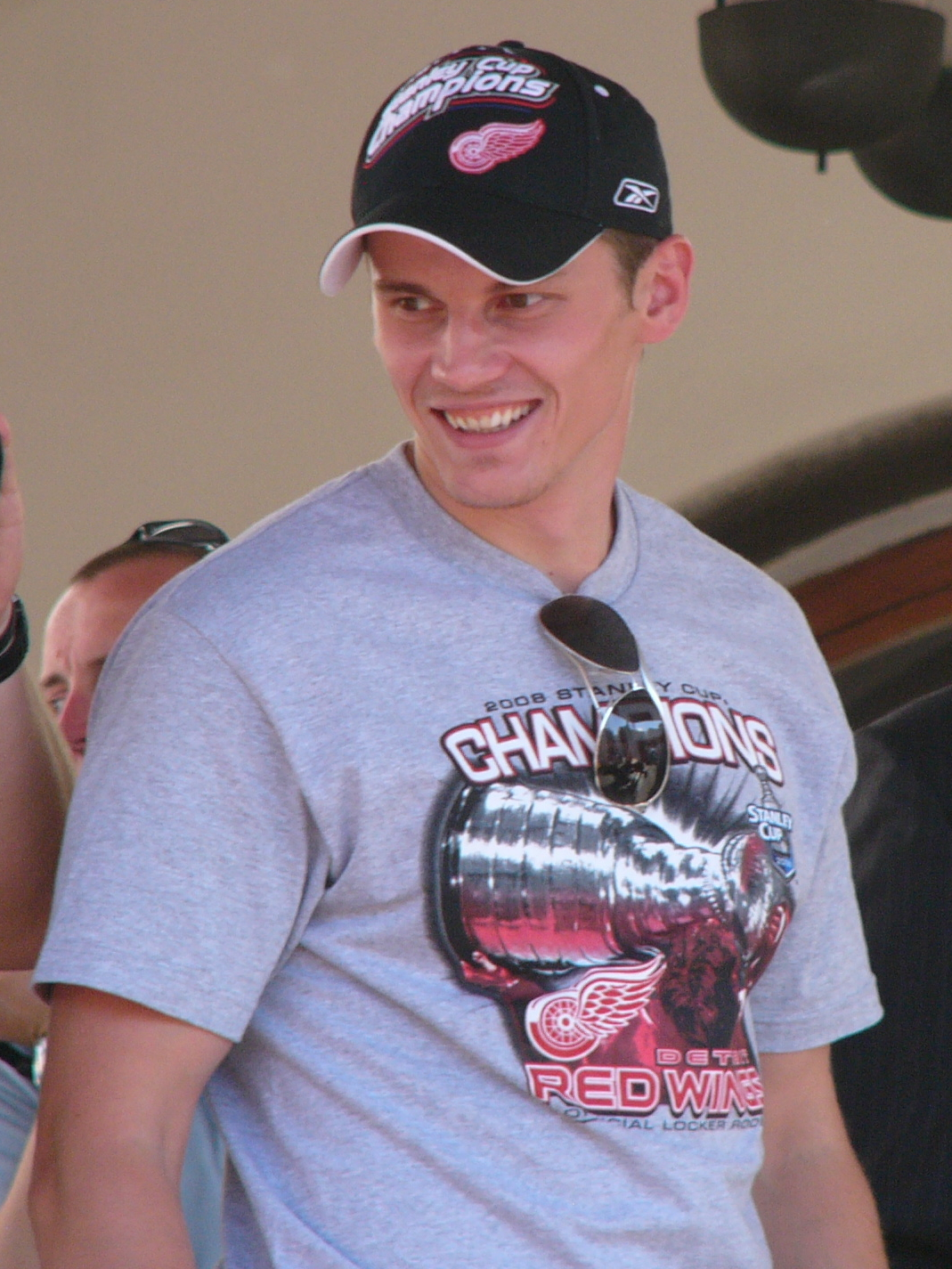
Kopecký nach dem Stanley-Cup-Sieg 2008

Im Sommer 2002 wechselte Kopecký zu den Grand Rapids Griffins, dem neuen Farmteam von Detroit in der AHL. In seinem ersten Jahr brachte er eine solide Leistung mit 38 Punkten. In den Spieljahren 2003/04 und 2004/05 fehlte er längere Zeit wegen Verletzungen, konnte in beiden Jahren nur je 48 Spiele absolvieren und die Punkteausbeute war eher enttäuschend. Die Saison 2005/06 verlief wieder besser, und mit 72 Punkten lag er am Ende der Saison auf dem 20. Platz der Scorerliste der AHL und in der teaminternen Rangliste auf Platz vier. Außerdem durfte der Slowake im Februar 2006 sein erstes Spiel für die Red Wings in der NHL bestreiten. Im Juli 2006 erhielt er einen neuen Einjahresvertrag bei den Detroit Red Wings und gehörte zu Beginn der Saison 2006/07 aufgrund seiner Leistungen in der AHL zum NHL-Kader. In den ersten 26 Spielen konnte er ein Tor erzielen, brach sich dann aber im Dezember 2006 sein Schlüsselbein und fiel bis zum Ende der regulären Saison aus. Trotzdem verlängerten die Red Wings seinen Vertrag vorzeitig um zwei Jahre. Im Conference-Finale der Stanley-Cup-Playoffs 2007 gab er sein Comeback für Detroit gegen die Anaheim Ducks. In der Saison 2007/08 etablierte sich Kopecký als Stammspieler der Red Wings und spielte hauptsächlich in der defensiv ausgerichteten vierten Angriffsreihe. Er erreichte fünf Tore und sieben Assists und blieb weitgehend verletzungsfrei, ehe er sich im vorletzten Spiel nach einer Kollision mit einem Gegenspieler einen Kreuzbandriss zuzog und die Saison somit für ihn beendet war. Ohne Kopecký gingen die Red Wings schließlich in die Playoffs, wo sie im Finale die Pittsburgh Penguins schlagen konnten und den Stanley Cup gewannen. Sportlich konnte er sich in der Saison 2008/09 etwas steigern und vertrat teilweise Tomas Holmström in der ersten Angriffsreihe. Erneut zog Detroit bis ins Stanley-Cup-Finale ein, jedoch fehlte Kopecký wieder verletzungsbedingt, nachdem er sich in einem Faustkampf in der Zweitrundenserie gegen Anaheim das Jochbein gebrochen hatte. Die Neuauflage des Finals des Vorjahres zwischen Detroit und den Pittsburgh Penguins verloren diesmal allerdings die Red Wings.
Nachdem sein Vertrag im Sommer 2009 ausgelaufen war, unterschrieb Kopecký bei den Chicago Blackhawks. Mit diesen gewann er in der Saison 2009/10 ebenfalls den Stanley Cup. Im Juni 2011 transferierten die Blackhawks Kopeckýs Transferrechte – vier Tage bevor er zum Free Agent geworden wäre – im Austausch für ein leistungsbedingtes Siebtrunden-Wahlrecht im NHL Entry Draft 2012 zu den Florida Panthers. Zwei Tage später einigte sich der Slowake auf einen Kontrakt für vier Jahre mit den Florida Panthers. Dort erhielt er jedoch nach nachlassenden Leistungen im Anschluss an die Saison 2014/15 keinen neuen Vertrag und entschied sich im Oktober 2015 aufgrund mangelnder Angebote aus der NHL für eine Rückkehr nach Europa, wo er sich dem tschechischen Erstligisten HC Oceláři Třinec anschloss. Für Třinec erzielte er 20 Scorerpunkte in 43 Spielen, kehrte aber im Oktober 2016 zu seinem Stammverein nach Trenčín zurück. Dort stand er nur wenige Wochen unter Vertrag, ehe er vom HC Slovan Bratislava aus der Kontinentalen Hockey-Liga (KHL) verpflichtet wurde. Wenige Wochen später wurde er beim HC Slovan entlassen und beendete daraufhin kurz vor seinem 35. Geburtstag seine aktive Spielerkarriere.

### International
Für sein Heimatland kam Kopecký bei zahlreichen internationalen Turnieren im Junioren- und Seniorenbereich zum Einsatz. Sein erstes internationales Turnier absolvierte er mit der slowakischen U20-Auswahl mit der U20-Junioren-Weltmeisterschaft 2000. Es folgten weitere Einsätze bei der U18-Junioren-Weltmeisterschaft im selben Jahr sowie bei den U20-Junioren-Weltmeisterschaften 2001 und 2002. Insgesamt bestritt er 22 WM-Partien, in denen ihm 14 Scorerpunkte gelangen.
Bei den Senioren stand der Stürmer erstmals bei den Olympischen Winterspielen 2010 im kanadischen Vancouver im slowakischen Auswahlkader, während zwei Jahre später mit dem Gewinn der Silbermedaille bei der Weltmeisterschaft 2012 der größte internationale Erfolg gelang. Zu diesem steuerte Kopecký fünf Tore in zehn Turnierspielen bei. Weitere internationale Auftritte hatte er bei den Weltmeisterschaften 2013 und 2015 sowie den Olympischen Winterspielen 2014 im russischen Sotschi.

## Erfolge und Auszeichnungen
- 2008 Stanley-Cup-Gewinn mit den Detroit Red Wings
- 2010 Stanley-Cup-Gewinn mit den Chicago Blackhawks

### International
- 2012 Silbermedaille bei der Weltmeisterschaft

## Karrierestatistik

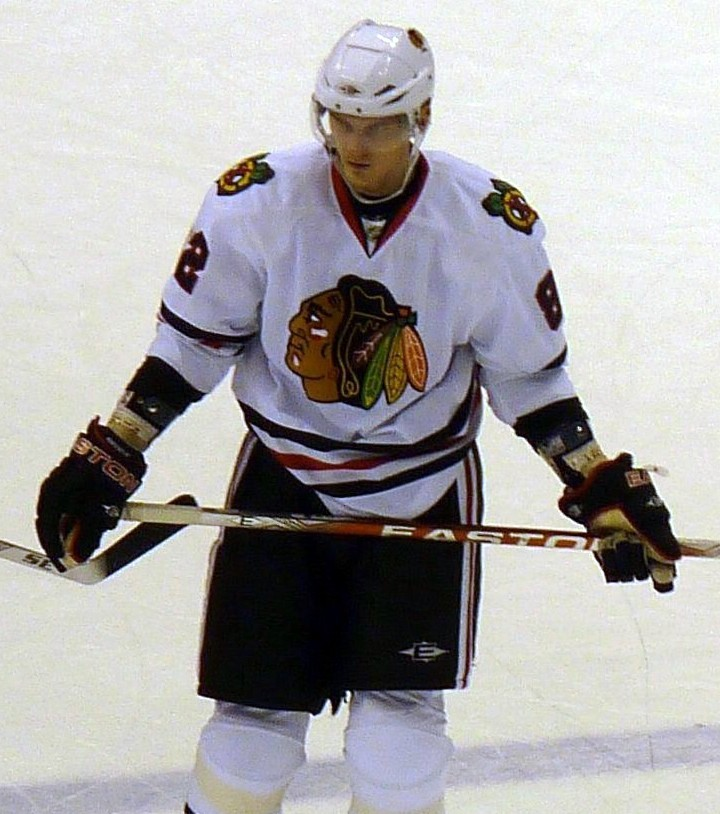
Kopecký im Trikot der Chicago Blackhawks

### International
Vertrat die Slowakei bei:
| - U20-Junioren-Weltmeisterschaft 2000 - U18-Junioren-Weltmeisterschaft 2000 - U20-Junioren-Weltmeisterschaft 2001 - U20-Junioren-Weltmeisterschaft 2002 - Olympischen Winterspielen 2010 | - Weltmeisterschaft 2012 - Weltmeisterschaft 2013 - Olympischen Winterspielen 2014 - Weltmeisterschaft 2015 |

(Legende zur Spielerstatistik: Sp oder GP = absolvierte Spiele; T oder G = erzielte Tore; V oder A = erzielte Assists; Pkt oder Pts = erzielte Scorerpunkte; SM oder PIM = erhaltene Strafminuten; +/− = Plus/Minus-Bilanz; PP = erzielte Überzahltore; SH = erzielte Unterzahltore; GW = erzielte Siegtore; 1 Play-downs/Relegation; Kursiv: Statistik nicht vollständig)